# Oleksandr Hvozdîk
Oleksandr Hvozdîk (n. 15 aprilie 1987, Harkov, RSS Ucraineană, URSS) este un boxer ce a reprezentat Ucraina, medaliat olimpic. A participat la o ediție a Jocurilor Olimpice (2012) în care a câștigat o medalie de bronz.

## Participări
Lista de mai jos prezintă principalele competiții la care a participat Oleksandr Hvozdîk de-a lungul carierei.
- boxing at the 2012 Summer Olympics – men's light heavyweight[*]